# HR 8799 e
HR 8799 e هو عملاق غازي خارج النظام الشمسي يدور حول النجم HR 8799، يبعد عن الأرض مسافة 129 سنة ضوئية، كتلته تساوي ما بين 5 و 10 أضعاف كتلة المشتري. أكبر كوكب في النظام الشمسي. ونظرًا لحداثة أعمارهم وارتفاع درجة الحرارة فجميع الكواكب الأربعة المكتشفة في نظام HR 8799 كبيرة الحجم مقارنة مع العمالقة الغازية في النظام الشمسي.

## وصلات خارجية
- Newly discovered exoplanet stirs debate on how planetary systems form